# Iván Deliánov
Iván Davidovich Delyanov (en ruso: Ива́н Давы́дович Деля́нов; Moscú, 12 de diciembre de 1818-San Petersburgo, 29 de diciembre de 1897) fue un abogado y político ruso de ascendencia armenia, que se desempeñó como Ministro de Instrucción Pública del Imperio Ruso bajo el reinado de Alejandro III y de Nicolás II, desde 1882 hasta su muerte en 1898. 

## Biografía
Delyanov se graduó de la Facultad de Derecho de la Universidad Estatal de Moscú en 1838. Entre 1858-1861 y entre 1862-1866 fue director del distrito educativo de San Petersburgo. En 1865 se convirtió en Senador y en 1866 asumió como Subsecretario de Instrucción Pública. Delyanov se convirtió en miembro del Consejo de Estado de la Rusia Imperial en 1874. Entre 1861 y 1882, ejerció como director de la Biblioteca Nacional de Rusia en San Petersburgo.
En 1882 fue nombrado Ministro de Instrucción Pública. Durante su mandato se introdujo una nueva carta de ordenamiento universitario, en 1884, que anuló la anterior autonomía que estas tenían. En 1886 ordenó el cierre de las universidades de mujeres. El 18 de junio de 1887 emitió un decreto bajo el cual las instituciones educativas deberían reducir la posibilidad de que los niños de origen no noble y de clases bajas ingresaran a estas. La orden establecía que las instituciones quedarían libres de los "hijos de cocheros, lacayos, cocineros, lavanderas, pequeños comerciantes, con las posibles excepciones para aquellos dotados de habilidades extraordinarias". Por esta razón, se le conoce como la "Circular de los Niños cocineros". Este lenguaje discriminatorio fue aprovechado por los revolucionarios rusos y fue de la base de la famosa frase de Vladimir Lenin de que en la Unión Soviética "incluso una cocinera podría administrar el estado".
Bajo el mandato de Delyanov, también se introdujeron porcentajes máximos de alumnos judíos que podían ingresar a las instituciones educativas. Las escuelas de las minorías nacionales estaban sujetas a la rusificación obligatoria. Siendo Ministro, también se abrieron las universidades Instituto Tecnológico de Járkov (1885), la Universidad de Tomsk (1888) y el Instituto en San Petersburgo (1897). También se dio un mayor enfoque a la educación técnica y se amplió la oferta educativa en el Báltico. 
Fue miembro de la Sociedad Geográfica Rusa, y recibió las órdenes de San Alejandro Nevski (1865), San Vladimiro (1877) y San Andrés (1883), entre otras.